# Diiodbenzole
| Gefahrensymbol | Gefahrensymbol |

| Gefahrensymbol |

| keine GHS-Piktogramme |

Die Diiodbenzole bilden in der Chemie eine Stoffgruppe, bestehend aus einem Benzolring mit zwei Iodatomen (–I) als Substituenten. Durch deren unterschiedliche Anordnung (ortho, meta oder para) ergeben sich drei Konstitutionsisomere mit der Summenformel C6H4I2.

## Eigenschaften
Die Siedepunkte der drei Isomere liegen relativ nah beieinander, während sich ihre Schmelzpunkte deutlicher unterscheiden. Das 1,4-Diiodbenzol, welches die höchste Symmetrie aufweist, besitzt den höchsten Schmelzpunkt.

## Darstellung
Die Diiodbenzole können aus den entsprechenden Diaminobenzolen durch Diazotierung und anschließende Umsetzung mit Kupfer(I)-iodid erhalten werden.